# To be announced
Les frases en anglès to be announced, to be confirmed, i to be determined (traduïdes com a pendent el seu anunci, per confirmar i per designar, i sovint abreujades com TBA, TBC, i TBD, respectivament) són termes utilitzats com a marcadors de posició de manera molt àmplia per indicar que alguna cosa està programada o prevista a què succeeixi. Malgrat les frases que s'usen indistintament, "to be announced" (pendent el seu anunci) és subtilment diferent de "to be determined" (per determinar) que els aspectes així designats poden haver estat "resolts", però encara no són adequats per a l'anunci públic. "En 4 hores" ("en 4 hores) també transmet una sensació lleugerament diferent, la qual cosa suggereix que una decisió ha estat presa, però s'espera la confirmació, encara que també s'utilitza per indicar que l'aspecte a ser programat roman obert. Altres frases similars que de vegades s'utilitzen per transmetre el mateix significat, i amb l'ús de les mateixes abreviatures, inclouen to be ascertained, to be arranged, to be advised, i to be decided, que les seves traduccions al català serien: per determinar-se, a convenir, a ser informat (o notificat), i per decidir-se.
L'ús de l'abreviatura, "TBA", es va informar oficialment a una obra de referència almenys en 1955, i "TBD", el 1967.

## Exemples
Aquests termes de marcador de posició diferents sovint s'utilitzen per indicar al públic que un lloc vacant en un grup d'oradors, músics, intèrprets o executants queda per cobrir. Els termes amb freqüència també indiquen que un treball creatiu, com un disc o una pel·lícula, que està propera la data de llançament, encara no es coneix. Si el proper projecte encara no està nomenat, aquests marcadors es poden utilitzar per indicar que el nom encara no ha estat seleccionat, encara que el projecte també pot ser designat com a "sense títol" tot esperant la seva determinació.
Els termes també s'utilitzen en els esports, sobretot quan un equip s'ha classificat en una posició per a una fase d'eliminació directa, però el seu oponent no pot determinar-se encara, perquè diversos equips poden qualificar-se per al lloc en funció dels seus resultats restants de la temporada, o perquè els altres equips encara no s'han eliminat entre si per definir a l'oponent. Al govern i als negocis, els termes es poden utilitzar per indicar que un lloc de treball està vacant o, per contra, que un individu en particular s'empra en una posició que encara no s'ha creat.